# Germanodactylus

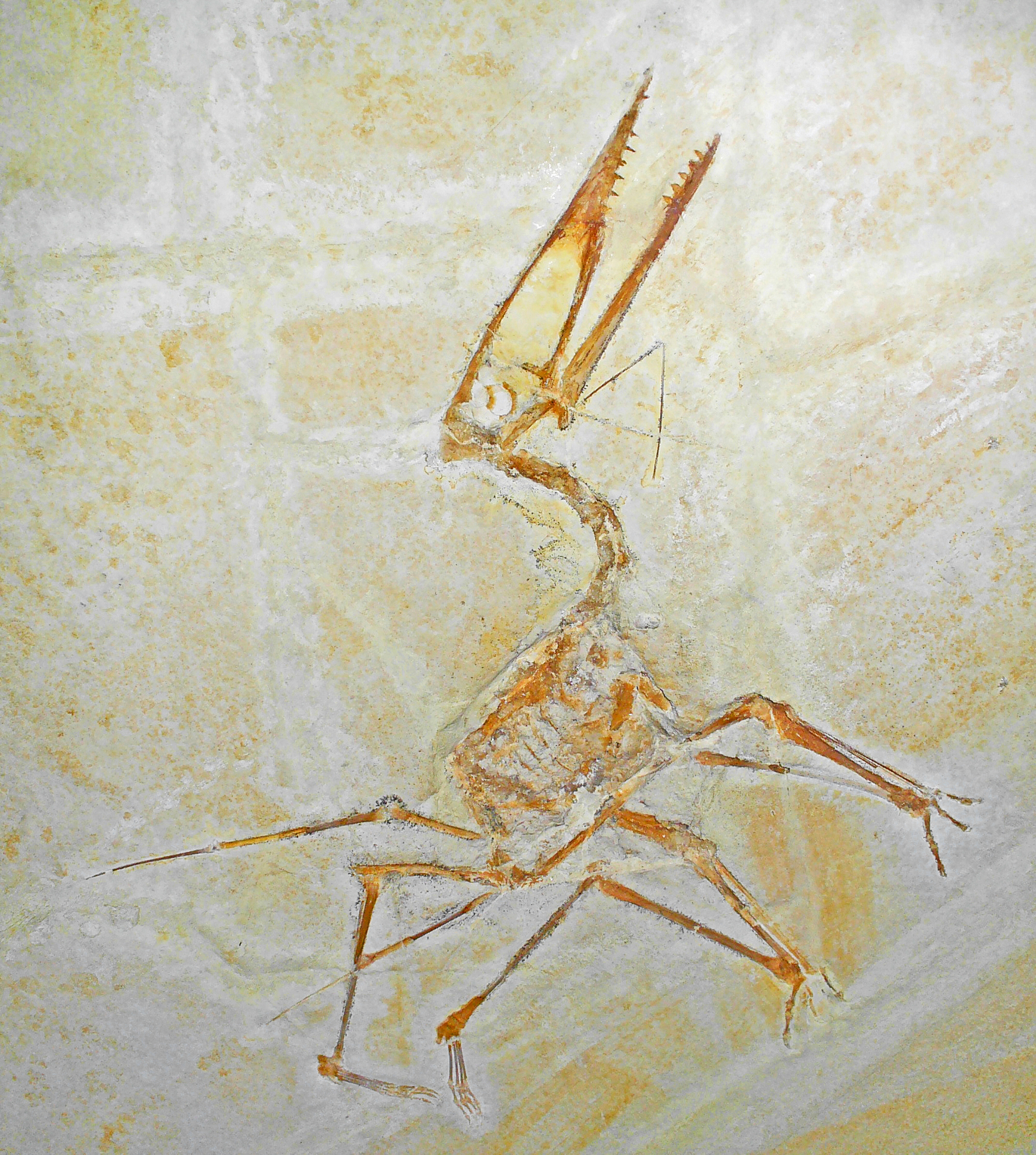
Een vierde specimen van Germanodactylus cristatus

Germanodactylus is een geslacht van uitgestorven pterosauriërs, behorend tot de Pterodactyloidea, dat tijdens het Laat-Jura leefde in het gebied van het huidige Duitsland. Er zijn twee soorten van het geslacht benoemd.

## Germanodactylus cristatus

### Vondst en naamgeving
In 1901 beschreef Felix Plieninger een fossiel uit de Solnhofener kalksteen (Tithonien), BSP 1892.IV.1, in 1892 verworven door de Bayerische Staatssammlung für Paläontologie und historische Geologie, bestaande uit een in stukken uiteengevallen skelet op een plaat (de tegenplaat wordt in Dublin bewaard als NMING F15005), en wees het toe aan Pterodactylus kochi. Het was hem wel opgevallen dat het holotype van deze laatste soort niet erg op de nieuwe vondst leek maar verklaarde dat door aan te nemen dat de schedelkam bij het holotype was afgebroken. In 1925 creëerde Carl Wiman zonder er veel woorden aan vuil te maken — hij zag kennelijk geen noodzaak tot speciale rechtvaardiging — er de aparte soort Pterodactylus cristatus voor. De soortaanduiding 'bekamde' in het Latijn, verwijst naar de schedelkam van het dier.
In 1964 beschreef de Chinese paleontoloog Yang Zhongjian het nieuwe geslacht Dsungaripterus, dat hij als een vertegenwoordiger zag van een sterk afwijkende pterosauriërgroep, de Dsungaripteridae. Om deze zienswijze te ondersteunen probeerde hij andere soorten te vinden die tot deze groep zouden kunnen behoren. P. cristatus leek hem een goede kandidaat. Als hij daarin gelijk had, kon die soort echter niet tot het geslacht Pterodactylus behoren. Daarom benoemde hij dat jaar nog een nieuwe geslacht: Germanodactylus, waarvan  Germanodactylus cristatus de typesoort was. De geslachtsnaam verwees naar Germania, gezien als een Latijns woord voor Duitsland; daktylos is in het Oudgrieks 'vinger', een van Pterodactylus overgenomen verwijzing naar de vleugelvinger van de pterosauriërs.
In 1967 stelde Oskar Kuhn dat Germanodactylus een jonger synoniem was van het door Harry Govier Seeley in 1871 benoemde genus Diopecephalus maar dat werd in 1968 verworpen door Peter Wellnhofer, die daarin door alle auteurs gevolgd is.
Op de plaat liggen de verschillende skeletdelen verspreid. De schedel en onderkaken zijn losgeraakt van de door de waterstroming iets verder neergelegde wervelkolom die omgeven wordt door losse vleugelbotten. De opperarmbeenderen liggen weer iets verderop.

### Beschrijving
De vleugelspanwijdte is geschat op 98 centimeter.
De schedel is langwerpig, dertien centimeter lang, en achteraan vrij hoog en afgerond. In een geleidelijke bolling boven de fenestra antorbitalis die onderaan overgaat in de enorme neusopeningen, loopt het cranium af in een spitse snuit met korte, kegelvormige licht gebogen tanden met een ovale doorsnede, dertien paar in de boven- en twaalf in de onderkaken, die naar voren toe in grootte afnemen. De snuitpunt en de voorste onderkaken zijn tandeloos en bij leven bedekt met een hoornsnavel die als een soort pincet werkte. Boven op de schedel ligt vanaf het voorste deel van de naso-antorbitale opening tot boven de oogkassen een lage kam die, zoals Christopher Bennett bij twee juveniele meer volledige exemplaren, SoS 4593 en SoS 4006, ontdekte, overging in een lage, licht bollende hoornschacht, die van achteren afgerond was. 

### Fylogenie
De fylogenie van Germanodactylus is nog steeds omstreden. Bennett zag de vorm als een lid van de Pterodactylidae, een opvatting die ondersteund wordt door analyses van Alexander Kellner. David Unwin echter plaatste de vorm in de Dsungaripteroidea , een positie die niet zoveel afwijkt van die van Yang.
Een analyse uit 2018 had de volgende uitkomst.
|  | Germanodactylus cristatus                         |
|  |                                                   |
|  | Germanodactylus rhamphastinus (= Altmuehlopterus) |
|  |                                                   |

| Gallodactylidae | \| \| Cycnorhamphus suevicus \| \| \| \| \| \| Normannognathus wellnhoferi \| \| \| \| |
|                 | \| \| Cycnorhamphus suevicus \| \| \| \| \| \| Normannognathus wellnhoferi \| \| \| \| |
|                 | Ctenochasmatidae                                                                       |
|                 |                                                                                        |
|                 | Cycnorhamphus suevicus                                                                 |
|                 |                                                                                        |
|                 | Normannognathus wellnhoferi                                                            |
|                 |                                                                                        |

|  | Cycnorhamphus suevicus      |
|  |                             |
|  | Normannognathus wellnhoferi |
|  |                             |

| Gallodactylidae | \| \| Cycnorhamphus suevicus \| \| \| \| \| \| Normannognathus wellnhoferi \| \| \| \| |
|                 | \| \| Cycnorhamphus suevicus \| \| \| \| \| \| Normannognathus wellnhoferi \| \| \| \| |
|                 | Ctenochasmatidae                                                                       |
|                 |                                                                                        |
|                 | Cycnorhamphus suevicus                                                                 |
|                 |                                                                                        |
|                 | Normannognathus wellnhoferi                                                            |
|                 |                                                                                        |

|  | Cycnorhamphus suevicus      |
|  |                             |
|  | Normannognathus wellnhoferi |
|  |                             |

|  | Germanodactylus cristatus                         |
|  |                                                   |
|  | Germanodactylus rhamphastinus (= Altmuehlopterus) |
|  |                                                   |

| Gallodactylidae | \| \| Cycnorhamphus suevicus \| \| \| \| \| \| Normannognathus wellnhoferi \| \| \| \| |
|                 | \| \| Cycnorhamphus suevicus \| \| \| \| \| \| Normannognathus wellnhoferi \| \| \| \| |
|                 | Ctenochasmatidae                                                                       |
|                 |                                                                                        |
|                 | Cycnorhamphus suevicus                                                                 |
|                 |                                                                                        |
|                 | Normannognathus wellnhoferi                                                            |
|                 |                                                                                        |

|  | Cycnorhamphus suevicus      |
|  |                             |
|  | Normannognathus wellnhoferi |
|  |                             |

| Gallodactylidae | \| \| Cycnorhamphus suevicus \| \| \| \| \| \| Normannognathus wellnhoferi \| \| \| \| |
|                 | \| \| Cycnorhamphus suevicus \| \| \| \| \| \| Normannognathus wellnhoferi \| \| \| \| |
|                 | Ctenochasmatidae                                                                       |
|                 |                                                                                        |
|                 | Cycnorhamphus suevicus                                                                 |
|                 |                                                                                        |
|                 | Normannognathus wellnhoferi                                                            |
|                 |                                                                                        |

|  | Cycnorhamphus suevicus      |
|  |                             |
|  | Normannognathus wellnhoferi |
|  |                             |

## G. rhamphastinusofwel "Daitingopterus"
In 1851 benoemde Johann Andreas Wagner op basis van holotype BSP AS.I.745, een skelet uit de Mörnsheimer kalksteen bij Daiting, een nieuwe soort van het tegenwoordig als niet-valide beschouwde geslacht Ornithocephalus, O. ramphastinus. De soortaanduiding verwees naar de toekan, ramphastinos in het Grieks. Christian Erich Hermann von Meyer spelde de naam in 1859 per ongeluk fout als rhamphastinus. Alle latere auteurs namen ten onrechte aan dat dit een opzettelijke emendatie was, denkend dat de soortaanduiding afgeleid was van het Griekse rhamphos, 'bek' en steinos, 'nauw'. Bennett, die de fout in 2002 ontdekte, oordeelde dat het lange gebruik de vermeende emendatie naar de regels van het ICZN een geldige heeft gemaakt zodat de correcte soortaanduiding nu rhamphastinus is.

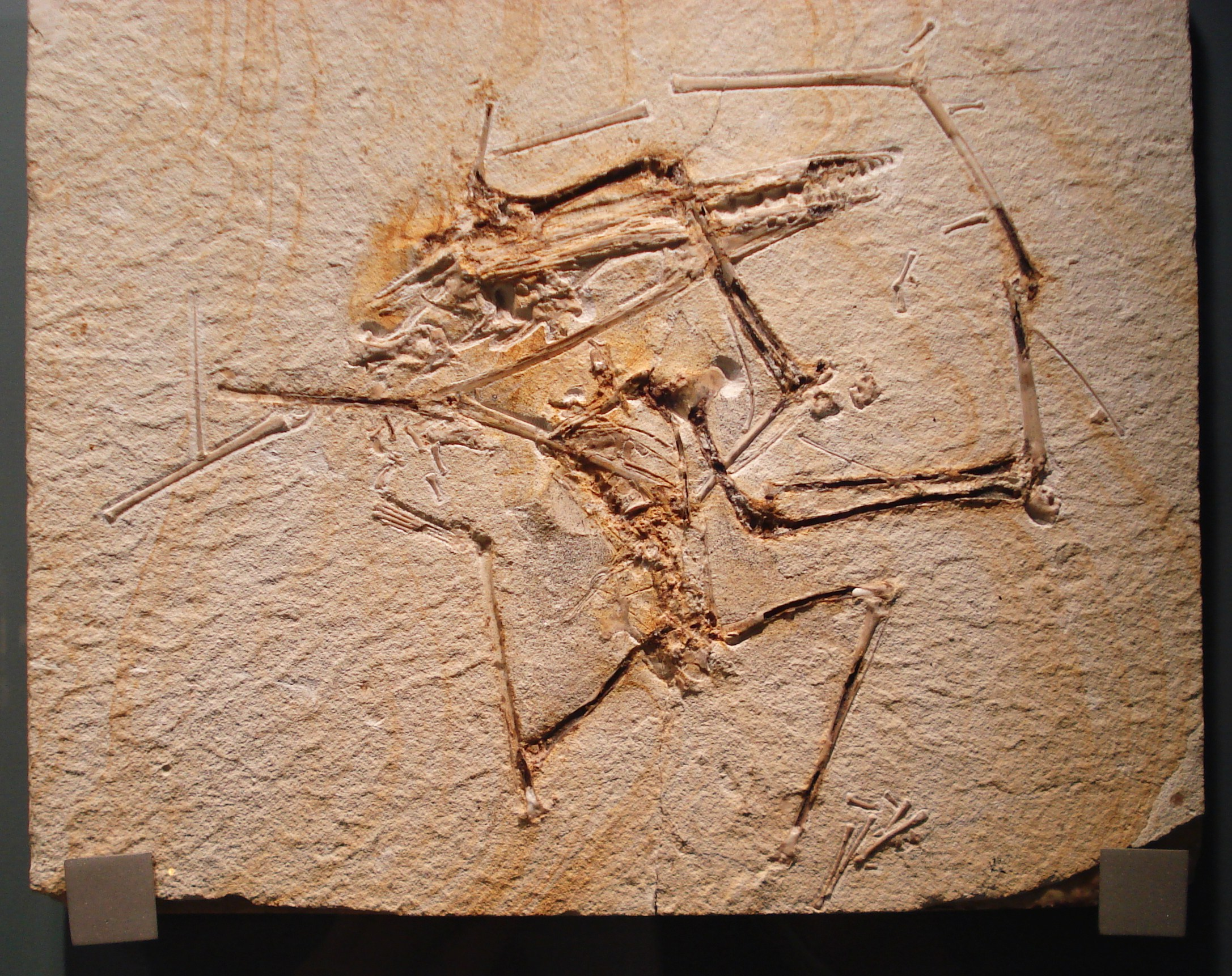
BSP AS.I.745

Seeley verwees naar BSP AS.I.745 bij het beschrijven van  Diopecephalus maar dat was daarbij slechts een van meerdere exemplaren terwijl hij geen holotype aanwees — en de beschrijving zelfs fout was wat betreft de diagnostische kenmerken. Wellnhofer oordeelde hierom dat Diopecephalus geen prioriteit had. De zaak was voor hem van belang omdat hij in 1970 de soort aan Germanodactylus toewees als een G. rhamphastinus. In 2006 toonde Bennett aan dat Diopecephalus door een later aanwijzen door Seeley van een holotype dat aan Pterodactylus kochi toebehoorde een jonger synoniem is van Pterodactylus. Tegenwoordig wordt het echter soms als een geldig geslacht beschouwd.
Latere analyses hadden soms tot uitkomst dat beide soorten geen zustertaxa zijn maar dat G. rhamphastinus, hoewel uit een iets jongere aardlaag, wat dieper in de stamboom lag. Hierom is door Michael Maisch in 2004 het nieuwe geslacht 'Daitingopterus' gesuggereerd, maar niet formeel als genus nova aangeduid, zodat het voorlopig een ongeldige nomen vanum bleef. In 2017 werd het aparte geslacht Altmuehlopterus benoemd.
'Daitungpterus' is groter dan Germanodactylus cristatus met een vlucht van 108 centimeter en een schedellengte van 21 centimeter. De uiteinden van de kaken zijn bij deze vorm niet tandeloos (vandaar mede de basalere positie) en er staan zestien paar tanden in de bovenkaken, vijftien paar in de onderkaken.